# Pou
Pou är ett mobilspel, programmerat av Paul Salameh och utgivet av Zakeh.
Spelaren ska sköta om en liten brun varelse, Pou, genom att mata och duscha den. Pou behöver även motionera och sova. Genom att låta Pou t.ex. stå fotbollsmålvakt eller åka bil kan spelaren tjäna mynt för att införskaffa nya kläder eller miljöer åt Pou.
Spelidén är en utveckling av Tamagotchi.